# Hendrick Fayd'herbe
Hendrick (aussi Henri dans la littérature en français) Fayd'herbe, né en 1574 à Malines et mort le 30 avril 1629 dans sa ville natale,, est un enlumineur, doreur, sculpteur en bois et en albâtre,,, dramaturge, poète et rhétoricien, frère du peintre Antoine et père de Lucas Fayd'herbe.

## Biographie

### Malines: Enfance / Formation / Mariage / Débuts
Fayd’herbe, fils du brasseur Antoine et de sa première femme, Livine Grauwels, prit ses premières leçons en 1583 de Melchior d'Assonville, un étoffeur natif de Bruges.  Reçu en septembre 1588 dans la guilde de Saint-Luc, il y fut admis maître gratuitement le 17 juillet 1599,,.  Il épousa dans l'église métropolitaine de Malines, le 9 mai 1599, Digne Ponsaert.   
Une lettre de l’intendant de l’infante, le marquis d'Havré, écrite le 4 novembre 1603 et adressée aux autorités municipales de la ville de Malines, les mandant de donner ordre à Fayd’herbe et trois autres gens de métier de partir incontinent et de payer pour son compte - si besoin y est - une avance, prouve qu’il devait exceller dans son art.

### Anvers
Le grand nombre de peintres, de sculpteurs et de boutiques de garnisseurs qui existaient à cette époque à Malines, faisait que l'ouvrage y était peu abondant, ce qui l'obligea à chercher à s'occuper ailleurs.  
Il alla habiter Anvers.  Qu'il demeurait à Anvers en 1608 est documenté par un acte officiel daté du 30 juillet 1608.  Une autre déclaration, de 1610, nous apprend que Fayd’herbe, à cette époque, résidait à Anvers dans la rue des Peignes, et qu'il y travaillait aux gages de son ancien maître, Melchior d'Assonville, également établi à Anvers.  Cette seconde pièce rapporte que, du temps où Fayd'herbe était encore à Malines, il y avait eu pour élèves Rombaut van Avont et Philippe Rael, et qu'il quitta sa ville natale à défaut d'ouvrage, la plupart des statutaires polychromant eux-mêmes leurs œuvres ; or, Fayd’herbe s'occupait surtout à mettre des statues en couleurs, car comme sculpteur d'albâtre il n'avait guère, faute de demandes, de nombreuses occasions d'exercer son talent.  
Il revint plus tard à Malines, s'y maria et y forma plusieurs élèves.

### Malines

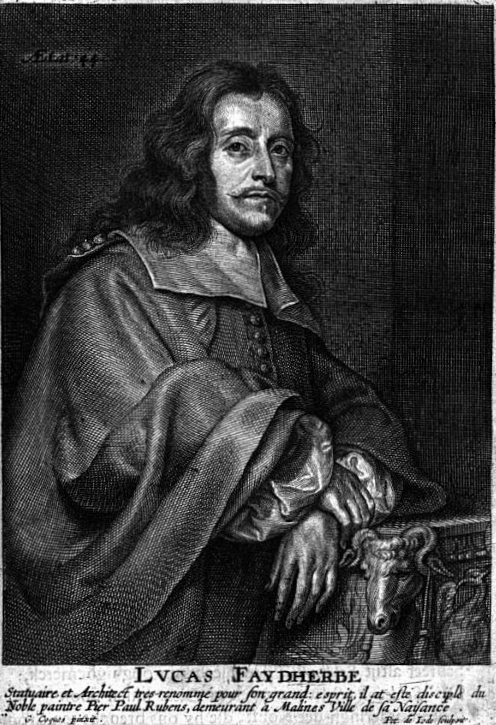
Lucas Faydherbe, fils de Hendrick, portrait gravé dans Het Gulden Cabinet, écrit par le rhétoricien Cornelis de Bie

#### Second mariage
Après le décès de sa première femme, Fayd'herbe convola en secondes noces, à l’église Saint-Jean à Malines, avec Cornélie, fille de Corneille Franchoys et de Ne Raps, née en 1582.
Son mariage avec Cornélie Franchoys, la sœur de Lucas Franchoys l'Ancien et la tante des peintres Lucas Franchoys le Jeune et Peter Franchoys, fut célébré dans la paroisse de Saint-Jean, le 17 janvier 1615.  Le 19 janvier 1617 naquit leur fils Lucas Fayd'herbe, qui deviendra un architecte et sculpteur de grand renom.  
Exerçant la profession de doreur et de garnisseur, Hendrick occupait, dans la rue de Sainte-Catherine, une maison à l’enseigne du Saint-Esprit. Il sculptait assez bien le bois et l'albâtre.

#### Fayd’herbe comme rhétoricien
Fayd’herbe devint en 1617 facteur (poète en titre et dramaturge principal) et - meilleur poète qu’artiste - un des membres les plus actifs de la chambre de rhétorique de Peoene (la Pivoine), à Malines ; ainsi, il organisa pour cette société le concours de refrains de 1620 à Malines.  Dans la carte d’invitation, sous forme de poème, que Fayd’herbe, dans sa qualité de poète en titre et organisateur de la compétition, avait envoyée aux sociétés invitées, sont mentionnés des genres pour lesquels des prix seraient décernés : le meilleur poème-blason, le refrain (genre proche de la ballade) et la meilleure chanson ; et tout cela pouvait se faire - toujours d’après le dire du facteur de la Peoene - soit dans le style ancien, soit dans le nouveau, et dans la vieille langue maternelle, sinon à l’instar des vers français.
Parmi les œuvres qu’il a réalisées à l’occasion de cette compétition, on compte un esbatement à quatre caractères ; à savoir : Droncken Claes (Nicolas, le saoulard), Felle Griet (l’ardente Margot), Heyn de Duyvel (Henriot le diable) et Meester Steven (maître Estienne).  Les noms des protagonistes et antagonistes annoncent déjà des actions et des dialogues aussi typiques.  Ensuite, un jeu dit d’accueil sous forme de dialogue, a été transmis : Samenspraak tusschen Mercurius en de Peoene (Dialogue entre Mercure et la [chambre de rhétorique dite la] Pivoine).  À part une chanson de mai, Tot eenen Wilcom van allen de Rederrijcke Blommen, tot de welcke de Peoene te vooren haer Caerten hadt uitgesonden (La Bienvenue à toutes les fleurs rhétoriques, auxquelles la Pivoine avait envoyé ses cartes préalablement), il a laissé encore d’autres poèmes de circonstance. 
Les œuvres créées en vue du concours de 1620 ont été publiées dans : De schadt-kiste der philosophen ende poeten […] chez Hendrik Iaye à Malines en 1621, mais non sans d’abord passer par le censeur.  L’impression a été soigneusement vérifiée par une censure qui se sentait avant tout offensée par de nombreuses œuvres dans lesquelles les auteurs auraient exprimé leur préférence pour les philosophes plutôt que pour les docteurs de l'Église.  Selon les censeurs, ces philosophes ne devraient être cités que lorsque leurs opinions ne contrarient pas la foi catholique romaine véridique, puisque leurs autres errances demeurent sans aucun avantage et sont donc à considérer comme nulle.  
En tant que rhétoricien, il écrivit sous le slogan : un grand plaisir, rarement au repos (Groote lust, selden rust).  L’auteur et rhétoricien Cornelis de Bie (1627-vers 1715) , lorsqu’il fait l’éloge de Fayd’herbe dans un poème, affirme l’image que s’est créée, par sa devise, ce peintre doreur et poète infatigable.

#### Fayd’herbe comme doreur, sculpteur et maître
Il travailla avec les sculpteurs-enlumineurs Gaspar Schillemans, Abraham van Avont et Martin van Calster. Il polychroma pour compte de son frère Antoine Fayd'herbe, à raison de 40 florins, une image de la Sainte Vierge et deux anges taillés par ce dernier, ainsi que deux statues, Sainte Élisabeth et Saint Augustin, qu'Antoine fut obligé de vendre à l'hôpital d'Hulst, à raison de 6 florins, au lieu de 26 florins, à cause de la mauvaise qualité du bois.  
Il reçut également 4 florins de son frère, pour avoir peint un blason en pierre, sculpté par celui-ci.  Il décora de couleurs, au prix de 24 florins, la croix triomphale et les figures accessoires, hautes de quatre pieds, que Martin van Calstere avait exécutées pour le couvent de Leliendael à Malines. 
Les capucins de Bruxelles lui confièrent la peinture de quatre statuettes.  Pour les jésuites de Malines, il bronza deux figures à raison de 180 florins, et il argenta pour les mêmes cinq bustes et quatre bras, ce qui lui valut 192 florins. Il couvrit enfin de feuilles métalliques une branche de laurier, destinée à la châsse de Saint Rombaut.
Fayd'herbe forma à Malines divers élèves dans l'art de la polychromie ; parmi ceux-ci nous connaissons Antoine Vermeulen en 1599, Jean Ceulemans en 1619, Jacques Lauwers en 1620, Gérard vander Meulen en 1622, et Antoine de Helt en 1623.
C'est Hendrick aussi qui dirigea les premiers essais de sculpture que fit son fils Lucas.

#### Décès / Épitaphe
Dans l’année de son décès, en 1629, sa veuve reçut le paiement de la peinture de deux stations, placées au cimetière de Notre-Dame au-delà de la Dyle.  Ses obsèques eurent lieu à la cathédrale Saint-Rombaut de Malines avec service de troisième classe: il fut enterré au cimetière paroissial de Saint-Rombaut, près du mur de l'antique chapelle, bâtie par ce saint en l'honneur de saint Étienne.  La chapelle et le cimetière ont disparu depuis.  Une pierre tumulaire. placée extérieurement dans le mur comprenait l'épitaphe composée en vers néerlandais par son fils Lucas.  Les décorations qui entouraient cette épitaphe furent taillées par la main du même.
Sa veuve Cornélie mourut le 29 août 1670, après avoir épousé en secondes noces, le 7 janvier 1631, le sculpteur Maximilien L'Abbé.

## Droncken Claes
Droncken Claes, pièce à quatre personnages représentée le 3 mai 1620 et achevée le 13 avril 1621 en vue de la publication, connut une seconde première en 1925, à Malines, après avoir été rééditée et publiée en 1923 dans la même ville.  Putman, qui assista à cette première moderne, constate dans sa critique des ressemblances entre la pièce de Fayd’herbe et la farce ou cluyte moyen-néerlandaise Nu noch.
Dans son « esbatement », Fayd’herbe a réussi à étendre sur dix-huit tours de rôle le procédé de l’interprétation erronée de mots mal compris ; mais il s’agit ici aussi de mots d’un type particulier.  L’exorciste Estienne (Steven) est embauché afin de sauver la femme disparue de Nicolas (Claes) des griffes d’un diable présumé.  Lors de la cérémonie où ce dernier doit être évoqué, Claes reçoit la tâche de répéter l’incantation dictée au préalable : « sator arepo tenet opera rotas ».  La répétition de cette formule ne lui va pas.  Il débute avec : « Satan hochepo tenet op schappra rotsac » ; la seconde fois, il ne sort que « Satan hutsepo ten net op schappra rotsac » et ensuite « quaey oor terrepot ten edt ».
Cette formule, dont on ne connaît ni l’âge ni l’origine, doit sa force attractive et ses prétentions magiques au fait que les mots sont placés dans un carré magique et que, lus de tous les côtés, transmet toujours la même formule.  En anagramme, ce palindrome forme d’ailleurs le mot « paternoster » ; patenôtre ou chapelet.  Dans ce dialogue, Fayd’herbe déconstruit les paroles magiques pour ensuite les transformer en une série de mots d’usage quotidien, tels que pot-au-feu (hutsepot) et garde-manger (scha[p]pra[ai]), ne renvoyant qu’à des concepts non spirituels. 
Ici, la remarque générale émise par Kramer sur les farces ou « esbatements » des rhétoriciens compte davantage : les paroles pullulent, immergées par leur propre richesse en sons et significations, ou elles contestent leur propre sens.

## Œuvres
- (nl) Salvt (invitation, sous forme de poème, adressée aux chambres de rhétorique pour les inciter à participer au concours de Malines, entre autres par des blasons dessinés)[29].
- (nl) Esbatement van vier personagien, Hendr. Jaye, Malines, 1621 ; Droncken Claes (pour le synopsis (nl)[30], pour la pièce (nl) [31])